# Momotus lessonii
El momoto diademado (Momotus lessonii), también denominado momoto de Lesson (en Panamá), taragón coroniazul (en Honduras), momoto corona azul o momoto corona negra (en México), es una especie de ave coraciforme perteneciente al género Momotus de la familia Momotidae. Es nativo de México y América Central.

## Distribución y hábitat
Se distribuye desde el este de México, por Guatemala, Belice, Honduras, El Salvador, Nicaragua, Costa Rica, Ecuador, hasta el oeste de Panamá.
Habita en una gran variedad de ambientes boscosos, aunque puede demostrar alguna restricción localizada, incluyendo selvas húmedas de baja altitud, bosques más secos, quebradas boscosas, crecimientos secundarios sombríos, cercas vivas, jardines sombríos, y plantaciones de café.

## Sistemática

### Descripción original
La especie M. lessonii fue descrita por primera vez por el naturalista francés René Primevère Lesson en 1842 bajo el mismo nombre científico; localidad tipo «Realejo, Nicaragua».

### Etimología
El nombre genérico masculino «Momotus» deriva de la palabra azteca «momot» utilizada para designar a estas aves por Nieremberg 1635, Willughby 1676, y Ray 1713, y «motmot» por Hernández 1651; y el nombre de la especie «lessonii», conmemora al naturalista, botánico y explorador francés Pierre-Adolphe Lesson (1805-1888), hermano del autor del nombre del taxón.

### Taxonomía
La presente especie, junto a Momotus coeruliceps, M. subrufescens y M. bahamensis fueron hasta recientemente consideradas como subespecies del entonces complejo Momotus momota. El estudio de Stiles (2009), que examinó un total de 512 especímenes, y con base en los patrones de plumaje, biométricas y vocalizaciones, suplementado por informaciones de distribución geográfica y ecología, justificó su reconocimiento como especies separadas. La separación fue aprobada en la Propuesta N° 412 al Comité de Clasificación de Sudamérica (SACC).

### Subespecies
Según la clasificación del Congreso Ornitológico Internacional (IOC) y Clements Checklist v.2017, se reconocen tres subespecies, con su correspondiente distribución geográfica:
- Momotus lessonii goldmani Nelson, 1900 – este de México (Veracruz, note de Oaxaca, Tabasco) y vecindades de Guatemala (Petén).
- Momotus lessonii exiguus Ridgway, 1912 – peninsula de Yucatán.
- Momotus lessonii lessoni Lesson, 1842 – desde el sur de México (Chiapas) hacia el sureste hasta el oeste de Panamá.